# 1913 en photographie
| Années de la photographie : 1910 - 1911 - 1912 - 1913 - 1914 - 1915 - 1916    |
| Décennies de la photographie : 1880 - 1890 - 1900 - 1910 - 1920 - 1930 - 1940 |

Cet article présente les faits marquants de l'année 1913 en photographie.

## Événements
- 1er juillet : le photographe italien Anton Giulio Bragaglia lance le mouvement du photodynamisme futuriste, photographie des corps en mouvement réel, qui saisit leurs formes dématérialisées à travers un sillage lumineux, flou et continu, traduisant une trajectoire d'énergie cinétique[1] ; il publie l'essai Fotodinamismo futurista.
- Adolf de Meyer devient photographe de mode à temps plein pour la revue Vogue à New York.
- Oskar Barnack construit le premier des appareils photographiques compacts utilisant le format 24 × 36 mm, qui est resté le plus courant jusqu’à la fin du XXe siècle ; c'est un prototype du Leica[2].
- La firme Eastman Kodak commercialise le Kodak Vest Pocket, petit appareil photographique pliant faisant des images de 6 x 4.5 cm, qui aura un grand succès[3].
- Création en Allemagne à Bad Kreuznach de l'entreprise Schneider Kreuznach, fabricant d'optique spécialisé dans les objectifs destinés aux chambres photographiques de grand format.
- 31 août : inauguration à Beaune, ville natale du photographe, du Monument à Étienne-Jules Marey[4],[5].

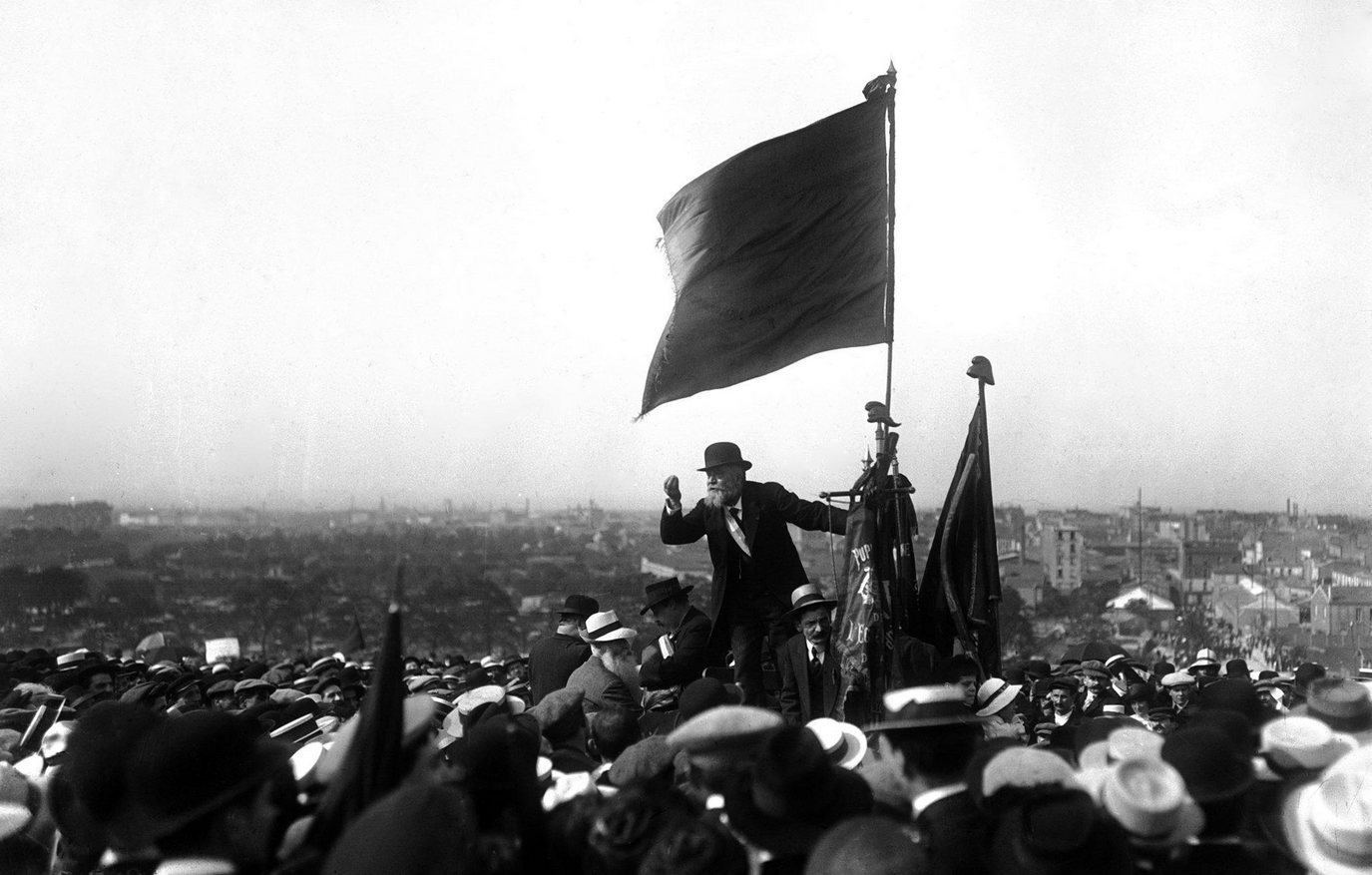
Discours de Jean Jaurès au Pré-Saint-Gervais, 25 mai 1913.

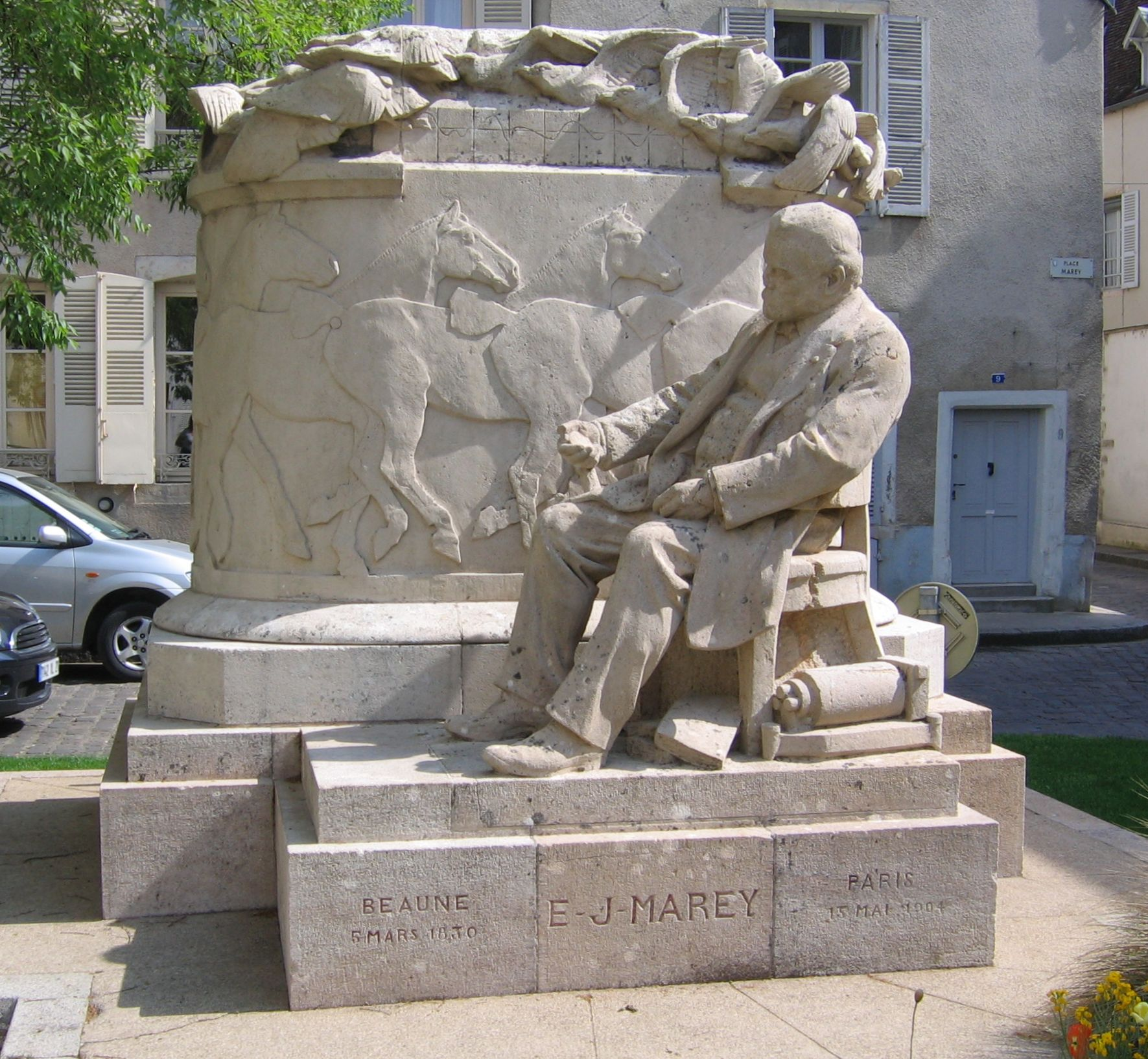
Henri Bouchard et Régis Joseph Jardel, Monument à Étienne-Jules Marey à Beaune.

## Photographies notables
- 25 mai : Maurice-Louis Branger photographie le discours de Jean Jaurès au Pré-Saint-Gervais lors de la manifestation contre la loi des Trois ans[6] ; la photographie est reproduite dans le numéro du 31 mai de L'Illustration[7].
- Cinq photographies de Julia Margaret Cameron sont reproduites par Alfred Stieglitz dans le no  41 de sa revue Camera Work et contribue ainsi à remettre d'actualité la photographe.

## Prix et récompenses
- Médaille du progrès de la Royal Photographic Society : Charles E. Mees.

## Naissances
- 2 janvier : Yoshito Matsushige, photographe et photojournaliste japonais, mort le 16 janvier 2005.
- 1er mars : Helmut Gernsheim, historien d'art britannique d'origine allemande, spécialiste de photographie et collectionneur, mort le 20 juillet 1995 ; il a notamment redécouvert la première photographique permanente réussie, Point de vue du Gras de Nicéphore Niépce en 1827[8].
- 27 mars : Shōji Ueda, photographe japonais, mort le 4 juillet 2000.
- 14 avril : Werner Rosenberg, dit Vero, photographe et photojournaliste français d'origine allemande, mort en 1988.
- 27 mai : Wols, plasticien et photographe allemand, mort le 1er septembre 1951.
- 6 juin : Peter Cornelius, photographe et photojournaliste allemand, mort le 5 septembre 1970.
- 18 juin : Clifford Coffin, photographe de mode et portraitiste américain, mort le 2 mars 1972.
- 27 juin : Mendel Grossmann, photographe polonais, mort le 30 avril 1945.
- 31 août : Helen Levitt, photographe documentariste et portraitiste américaine, morte le 29 mars 2009.
- 15 septembre : Pierre Gassmann, photojournaliste et tireur français, mort le 5 juillet 2004.
- 17 septembre : Ata Kandó, photographe néerlandaise d'origine hongroise, morte le 14 septembre 2017.
- 12 octobre : Bukō Shimizu, photographe japonais, mort en 1995
- 22 octobre : Robert Capa, photographe et correspondant de guerre hongrois, mort le 25 mai 1954..
- 9 décembre : 
  - Kineo Kuwabara, photographe japonais, mort le 10 décembre 2007.
  - Homai Vyarawalla, photographe et photojournaliste indienne, morte le 15 janvier 2012.
- 28 décembre : Fernand Watteeuw, photographe français, mort le 31 mars 2003.
- Date précise non renseignée ou inconnue :   
  - Hichirō Ouchi, photographe japonais, mort en 2005.
  - Basil Zarov, photographe canadien, mort le 6 mai 1998.

## Décès
- 22 mars : Pierre-Louis Pierson, photographe portraitiste français, né le 13 décembre 1822.
- 2 avril : Léon Crémière, photographe français, né le 7 février 1831.
- 23 mai : Alfred Hugh Harman, photographe britannique, fondateur de Ilford Photo, né en 1841.
- 16 juin : 
  - Frederikke Federspiel, photographe professionnelle danoise, née le 25 janvier 1839.
  - Frank S. Matsura, photographe japonais actif aux États-Unis, né en 1873.
- 4 juillet : György Klösz, photographe hongrois, né le 15 novembre 1944.
- 22 juillet : Auguste Reymond, photographe suisse, né le 4 mai 1825.
- 19 octobre : Carl Curman, médecin balnéothérapeute et photographe suédois, né le 8 mars 1833.
- 21 octobre : Alexander Bassano, photographe portraitiste britannique, né le 1er mai 1829.
- 7 novembre : Paul Dujardin, illustrateur, héliograveur et photographe français, né le 13 juin 1843.

## Célébrations
Centenaire de naissance
- James Anderson
- Frederick Scott Archer
- Édouard Baldus
- Domenico Bresolin
- Giacomo Caneva
- Daniel Davis, Jr.
- Frédéric Flachéron
- Nicolaas Henneman (nl)
- Charles Marville
- John Jabez Edwin Mayall (en)
- Oscar Gustave Rejlander
- James Robertson
- Mary Rosse